# Vaccinium arctostaphylos
Vaccinium arctostaphylos, conegut com a nabiu caucàsic és una espècie de planta llenyosa que pertany a la família de les ericàcies del gènere Vaccinium.
És un arbust o petit arbre caducifoli que pot arribar a fer fins a 3 m d'alçada. Les branques són arrodonides, les branques joves són peludes i les gemmes són afilades. Les fulles són grans, membranoses, ovades i el·líptiques o oblongues i el·líptiques, punxegudes, estretes a la base, amb peciols curts o quasi sèssils, vora finament dentada; peludes per sota i també peludes per sobre al llarg del nervi principal. Les flors són de color blanc vermellós, agrupades en raïms laterals de poques flors, els pedicels són curts; tenen bràctees amb cada flor, que són oblonges o ovades, ciliades; el calze té lòbuls arrodonits, la corol·la és cilíndrica en forma de campana, amb lòbuls erectes curts; i les anteres dels estams no tenen branques. Els fruits són baies negres esfèriques. Les baies s'empren com a substitut del te.
Vaccinium arctostaphylos és un arbust o petit arbre caducifoli que pot arribar a fer fins a 3 m d'alçada. Les branques són arrodonides, les branques joves són peludes i les gemmes són afilades. Les fulles són grans, membranoses, ovades i el·líptiques o oblongues i el·líptiques, punxegudes, estretes a la base, amb peciols curts o quasi sèssils, vora finament dentada; peludes per sota i també peludes per sobre al llarg del nervi principal. Les flors són de color blanc vermellós, agrupades en raïms laterals de poques flors, els pedicels són curts; tenen bràctees amb cada flor, que són oblonges o ovades, ciliades; el calze té lòbuls arrodonits, la corol·la és cilíndrica en forma de campana, amb lòbuls erectes curts; i les anteres dels estams no tenen branques. Els fruits són baies negres esfèriques. Les baies s'empren com a substitut del te.

## Taxonomia
Vaccinium arctostaphylos va ser descrita per Carl von Linné i publicat a Species Plantarum 1: 351. 1753.

### Etimologia
Vaccinium : Nom genèric del llatí clàssic per a designar una mena de petit fruit (probablement el nabiu V. myrtillus), potser per corrupció del llatí bacca, baia.
arctostaphylos: epítet grec que ve de dues paraules gregues arktos, "ós" i staphylos, "un raïm", que fa referència al nom comú de la primera espècie coneguda, i que potser també al·ludeix als ossos que s'alimenten dels fruits semblants al raïm.